# نیروگاه سیکل ترکیبی سبلان اردبیل
نیروگاه سیکل ترکیبی سبلان اردبیل یکی از نیروگاه‌های ایران از نوع سیکل ترکیبی با ظرفیت تولید ۱۴۴۰ مگاوات است که شامل ۶ واحد گازی ۱۵۹ مگاواتی مدل V94/2A و ۳ واحد بخار ۱۶۰ مگاواتی در زمینی به مساحت ۸۰ هکتار است.
در ادامه طرح توسعه این نیروگاه، ۳ واحدِ بخشِ بخار سیکل ترکیبی با ظرفیت تولید ۴۸۰ مگاوات به ظرفیت این نیروگاه اضافه گردیده است که در نهایت ظرفیت تولید برق آن پس از تکمیل ۱۴۴۰ مگاوات خواهد رسید..
سوخت اول این نیروگاه، گاز طبیعی است که ایستگاه آن با ظرفیت ۳۰۰ هزار متر مکعب در ساعت ساخته شده و برای تأمین سوخت دوم نیروگاه (گازوئیل) نیز ۶ دستگاه مخزن جمعاً به ظرفیت ۱۲۰ میلیون‌لیتر ساخته شده‌است.
توربین و ژنراتور ساخت ایران هستند. توربین‌ها توسط شرکت توگا و تحت لیسانس آلمان و ژنراتور نیز توسط شرکت پارس ژنراتور و تحت لیسانس ایتالیا ساخته شدند. هر دو شرکت از شرکت‌های زیرمجموعه شرکت مپنا محسوب می‌شوند.

## روزشمار ساخت نیروگاه
عملیات احداث این نیروگاه از ۲۹ آذر ۱۳۸۴ شروع و در سال ۱۳۸۷ فاز اول این نیروگاه به بهره‌برداری رسید.
فاز دوم (توسعه بخش گازی) نیروگاه در ۲۷ تیر ۱۳۹۰، به بهره‌برداری رسید. با بهره‌برداری از فاز دوم، ظرفیت تولید این نیروگاه از ۴ واحد ۱۵۹ مگاواتی به ۶ واحد ۱۵۹ مگاواتی رسید و ظرفیت تولید واقعی از ۶۳۰ مگاوات به حدود ۹۵۰ مگاوات رسید.
در ادامه طرح توسعه این نیروگاه نیز، احداث ۳ واحدِ بخشِ بخار سیکل ترکیبی از سال ۱۳۹۴ آغاز و ۴۸۰ مگاوات به ظرفیت این نیروگاه اضافه می‌شود که در نهایت ظرفیت تولید برق آن پس از تکمیل به ۱۴۴۰ مگاوات خواهد رسید.

## هزینه ساخت
از آغاز اجرای پروژه ساخت نیروگاه، تاکنون بیش از ۵۰۰ میلیارد تومان برای احداث این نیروگاه هزینه و برای تکمیل فاز دوم این نیروگاه بیش از ۱۸۴ میلیارد تومان سرمایه‌گذاری شده‌است.
هزینه پروژه احداث بخش بخار نیروگاه نیز ۵۰۰ میلیون دلار برآورد می‌گردد.

## واگذاری نیروگاه سبلان
در اسفند ۱۳۹۰، به منظور پرداخت بدهی‌های وزارت نیرو به پیمانکاران بزرگ، نیروگاه‌های سبلان و پرند به شرکت سبلان برق امید و شرکت مپنا واگذار شد.
نیروگاه سبلان به ارزش ۱۰۰۰ میلیارد تومان به شرکت سبلان برق امید و نیروگاه پرند به ارزش ۱۰۰۰ میلیارد تومان به شرکت مدیریت پروژه‌های نیروگاهی (مپنا) واگذار شد.